# François Boucher
François Boucher (París, 29 de septiembre de 1703-París. 30 de mayo de 1770) fue un pintor francés, que gustó del estilo galante, propio de la época rococó.
Fue famoso por sus pinturas idílicas y voluptuosas de temas mitológicos, alegorías sobre pastores y por varios retratos de Madame de Pompadour. Uno de sus cuadros más conocidos es el de Joven recostada (Alte Pinakothek de Múnich) cuya modelo se identifica como Mademoiselle Louise O'Murphy, de catorce años, una amante del rey Luis XV.

## Biografía
Era el hijo único de Elisabeth Lemesle y Nicolas Boucher, maestro pintor y dibujante en la Academia de San Lucas, de quien recibió las primeras lecciones artísticas. Fue quizás el pintor decorador más famoso del siglo XVIII, y máximo representante del estilo propio del arte rococó. 
Tuvo un aprendizaje más bien accidentado, con varios maestros, y superó diversos obstáculos para triunfar. A los 17 años, fue aprendiz del pintor François Lemoyne, con quien sólo estuvo tres meses, antes de empezar a trabajar con el grabador Jean-François Cars, con el que aprendió la técnica del aguafuerte.
En 1723, Boucher ganó el prestigioso Premio de Roma, pero por falta de plazas tuvo que esperar cuatro años para disfrutar de dicho premio, que consistía en un viaje de estudios en Italia, alojado por la Academia Francesa en Roma. Mientras esperaba poder efectuar el viaje, siguió trabajando en el taller de Cars, y así colaboró en una serie de grabados sobre dibujos del difunto Watteau, promovida por Jean de Julienne (1726-28). Finalmente, Boucher emprendió el viaje a Italia acompañando a los Van Loo, y el director de la Academia de Roma, Charles-Joseph Natoire, le recomendó representar paisajes tomados del natural.
Tras su regreso a Francia, en 1731, fue admitido en la Real Academia de Pintura y Escultura. Llegó a ser rector de tal academia y director de la Real Fábrica de (tapices) Gobelinos. El apoyo de la Marquesa de Pompadour fue esencial en su éxito. En 1765 fue nombrado Primer pintor del rey.

## Obra

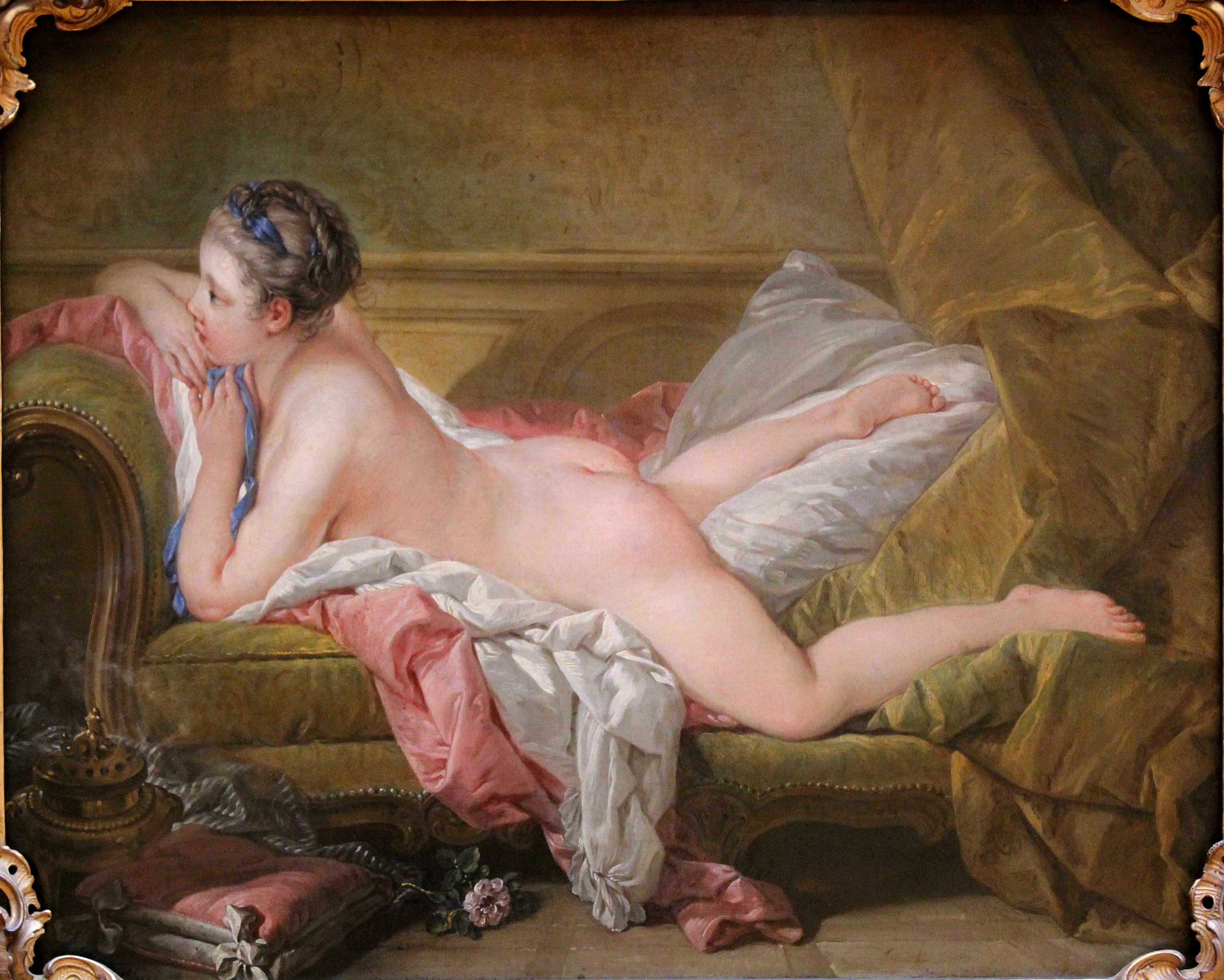
Desnudo en reposo: retrato de Mademoiselle Louise O'Murphy (1751), conservado actualmente en la Alte Pinakothek de Múnich.

Su obra está inspirada en artistas como Watteau y Rubens. Del primero tomó algunos temas, pero los representó con una energía vital y un color más vivo que recuerda más a Rubens. De todas formas, empleaba una pincelada bastante pulida y buscaba un acabado muy detallista, sin la audacia de Rubens y más bien destinado a agradar a su clientela cortesana. Muchos de sus cuadros eran de pequeño formato, para estancias privadas y no para grandes salones oficiales, por lo que estaban pensados para ser vistos de cerca y su superficie recuerda a la porcelana.
Sus primeras obras celebraban la tranquilidad de la naturaleza y la evasión que otorga el campo. Su trabajo olvida la inocencia tradicional del campesino, e impregna sus escenas con algo de erotismo, y sus escenas mitológicas son apasionadas y amorosas, en lugar de las típicas épicas.
La marquesa de Pompadour, quien era sinónimo de arte rococó, era una gran admiradora de la obra de Boucher, y en los retratos de esta el pintor muestra claramente su estilo. En cuadros como El almuerzo, de 1739, describe una escena familiar con gran maestría, usando a su propia familia como modelos. Este estilo intimista contrasta con las imágenes explícitas que pinta en los retratos de las odaliscas, como puede verse en La odalisca morena. Un rumor decía que la cara de la mujer era la de su propia esposa (Diderot dijo que Boucher estaba «prostituyendo a su mujer») y, según leyendas inverosímiles, los glúteos serían los de Madame de Pompadour. En realidad, Boucher tomaba varios apuntes y los reunía para crear una característica belleza idealizada, de formas redondeadas y rostro aniñado.
Además de sus cuadros, Boucher fue muy solicitado y realizó ilustraciones para libros, diseñó trajes y escenarios para teatros, escenas para tapices, gobelinos y porcelana y participó en la decoración de fiestas, eventos y representaciones cortesanas en los palacios de Versalles, Fontainebleau y Choisy.
François Boucher murió el 30 de mayo de 1770 en París, habiendo sido uno de los mayores exponentes del estilo rococó francés, al igual que su mecenas, Madame de Pompadour.

## Principales obras
- Desnudo en reposo: Louise O'Murphy o Mademoiselle (Señorita) Louise O'Murphy desnuda (Múnich, Alte Pinakothek)
- Rinaldo y Armida
- Descanso en la huida a Egipto
- Diana después del baño (París, Museo del Louvre)
- El almuerzo (París, Museo del Louvre)
- La salida del Sol (Colección Wallace, Londres)
- Retrato de Madame de Pompadour (Múnich, Alte Pinakothek)
- Retrato de Madame de Pompadour
- El Triunfo de Venus
- Pan y Siringa (Madrid, Museo del Prado)
- La toilette (En el tocador) (Madrid, Museo Thyssen-Bornemisza)
- El nacimiento de Venus, Colección Wallace.
- Un otoño pastoril, Colección Wallace

## Galería de imágenes

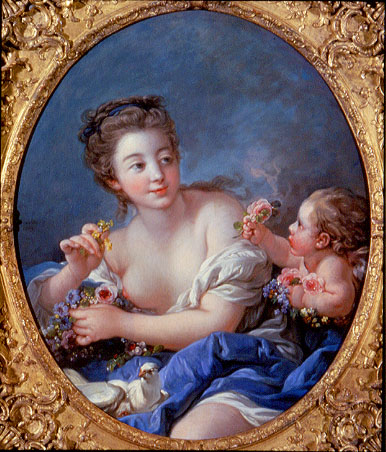
Venus y Cupido.
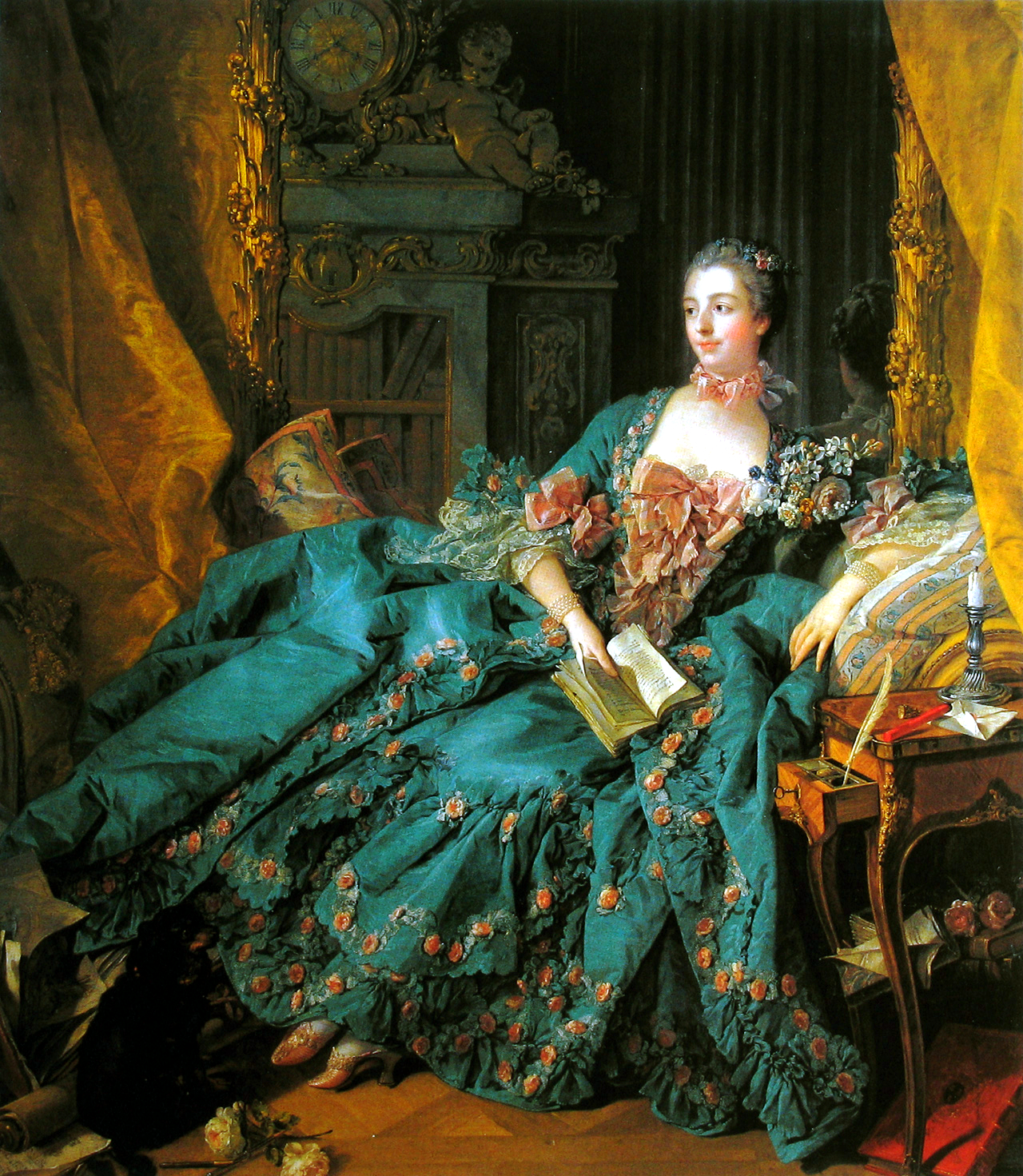
Retrato de Madame de Pompadour (1756).
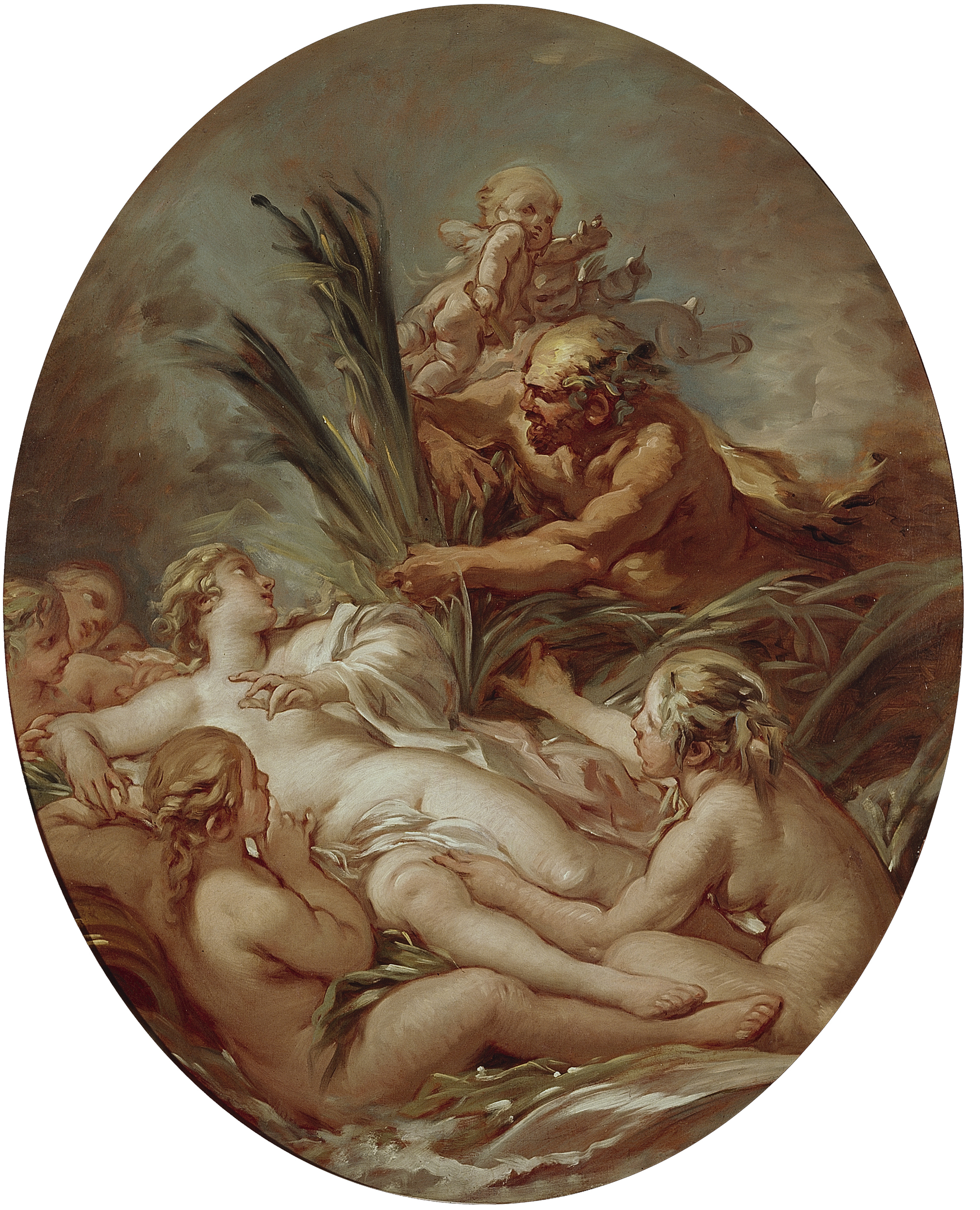
Pan y Siringa, Museo del Prado.
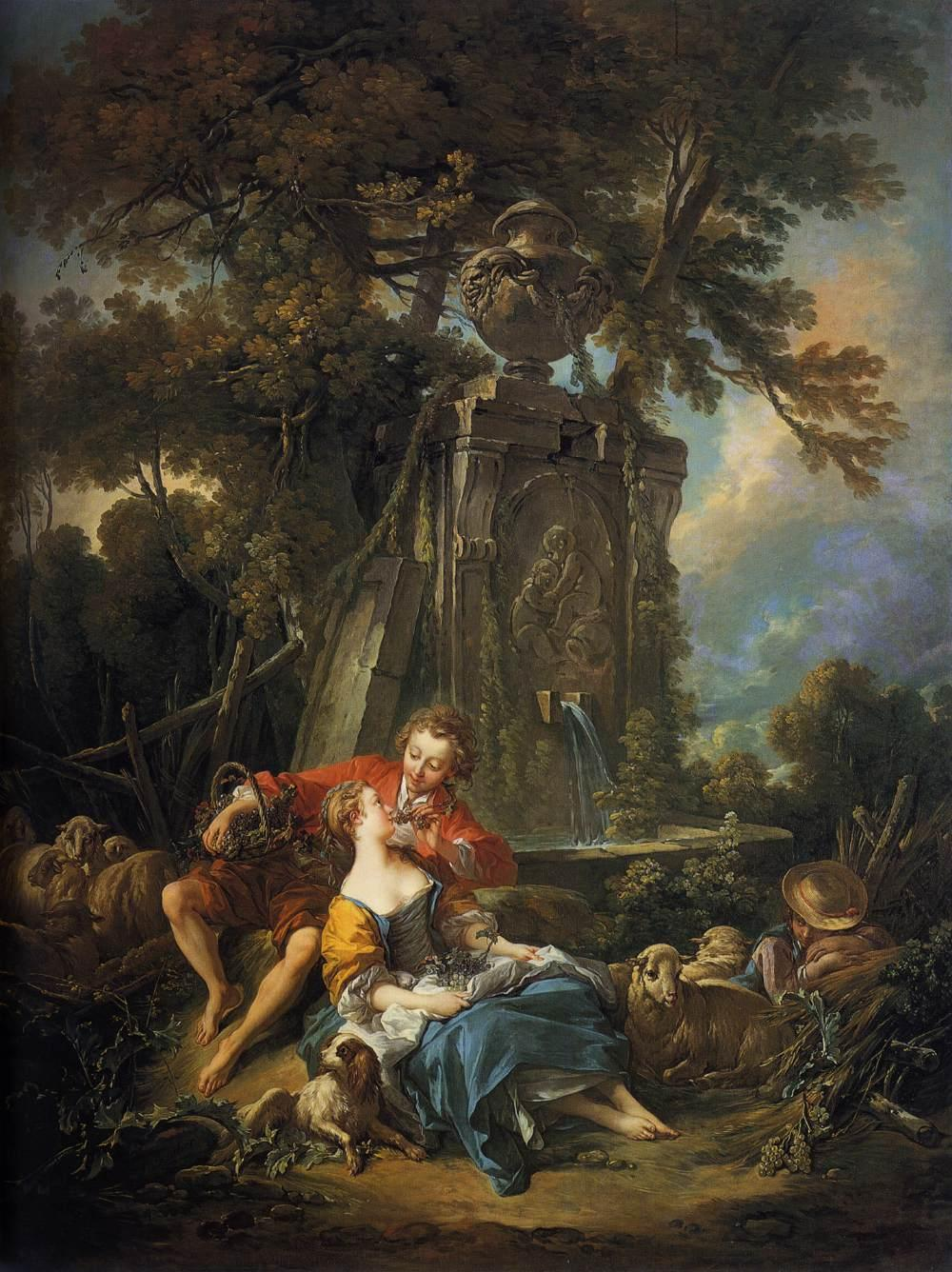
Un otoño pastoril (1749).
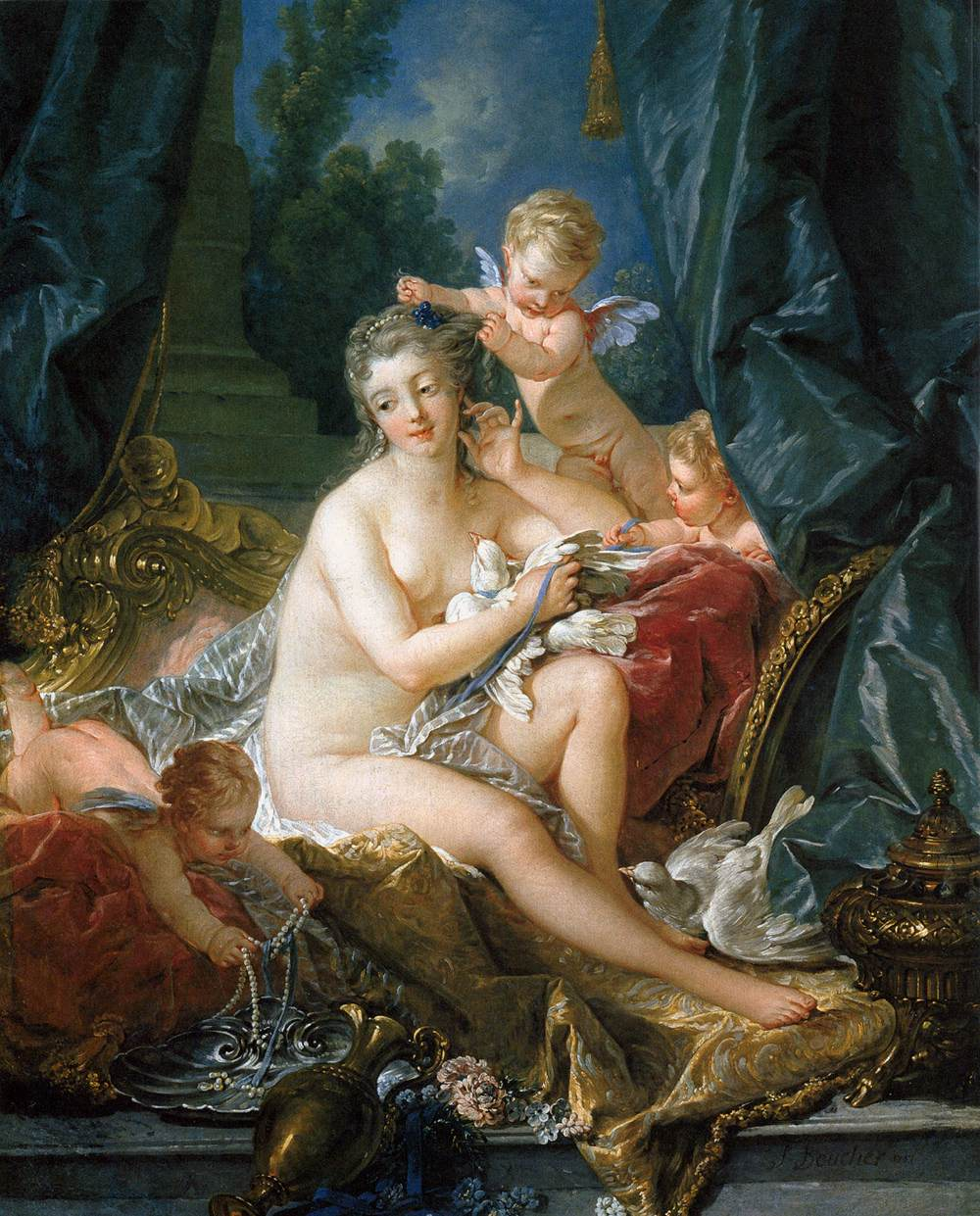
Venus arreglándose (1751).
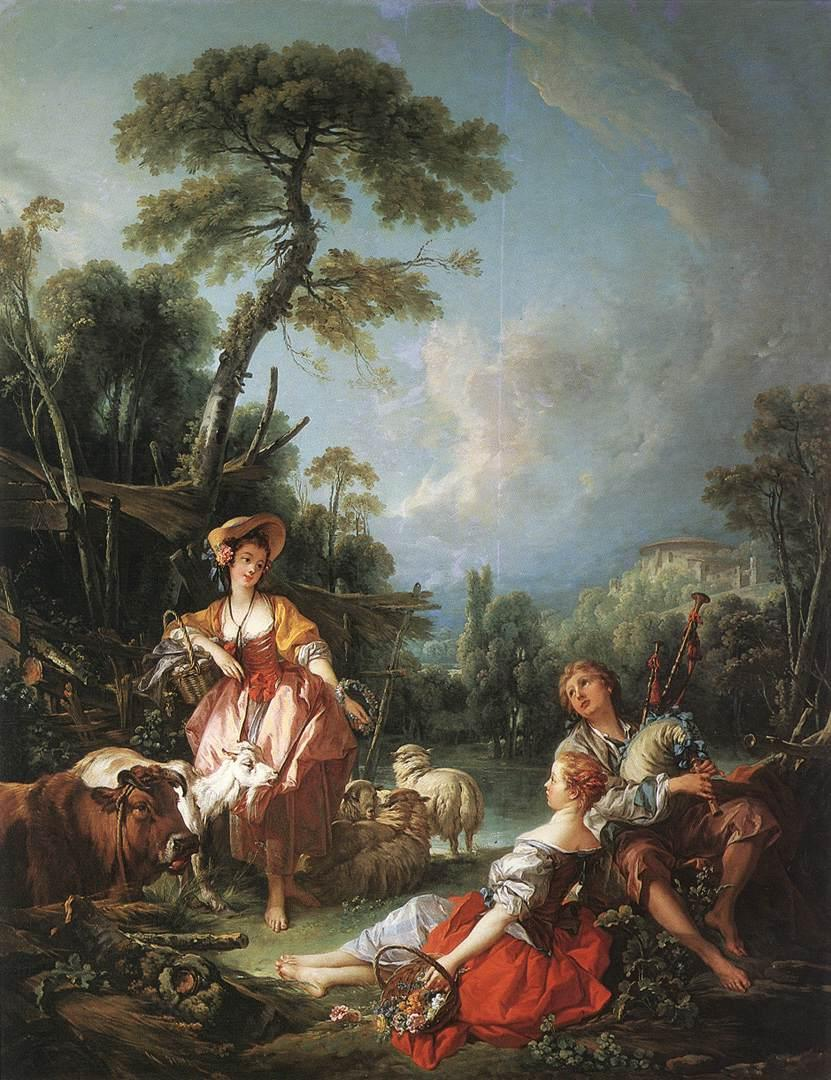
Un verano pastoril (1749).

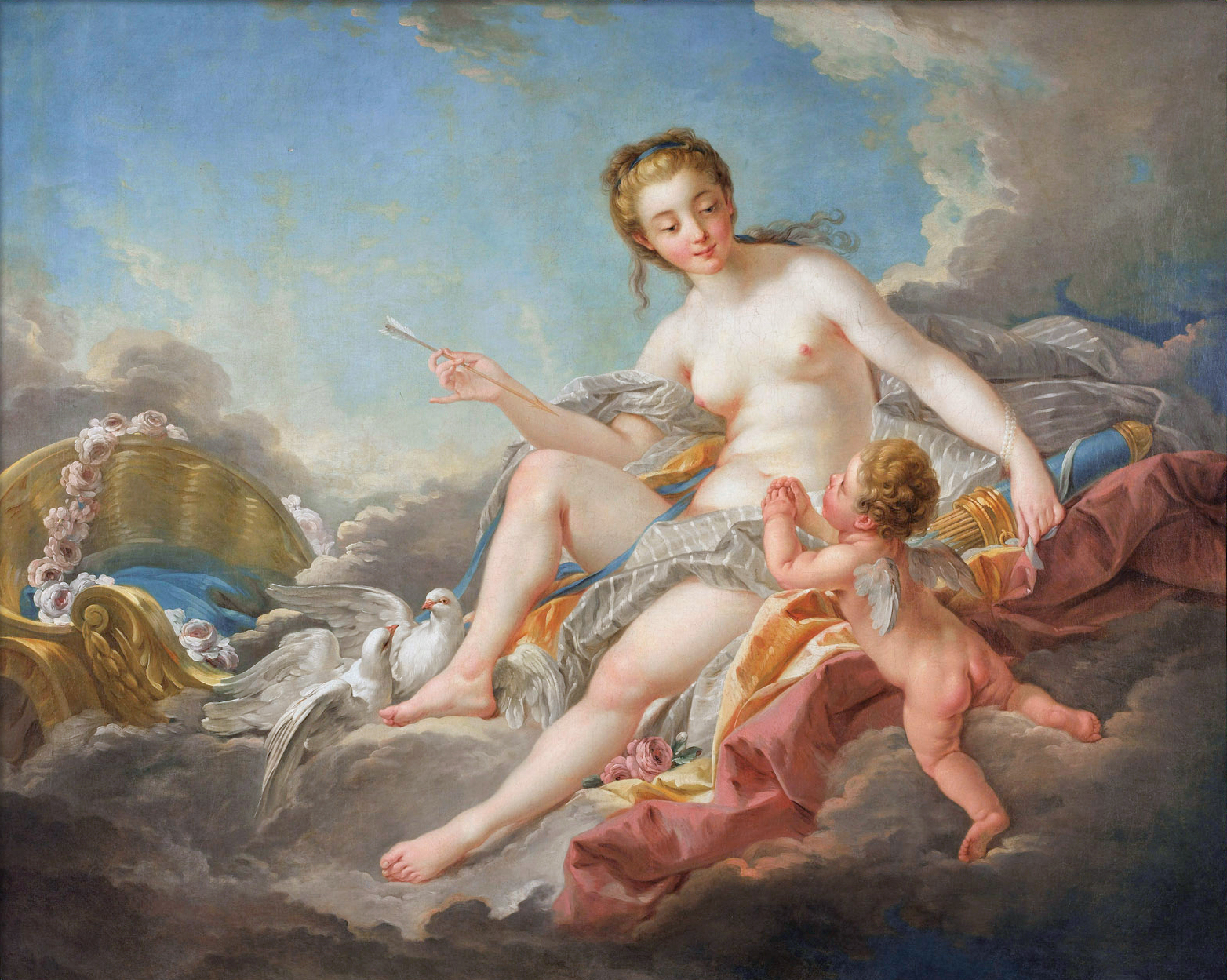
Cupido desarmado (1751).
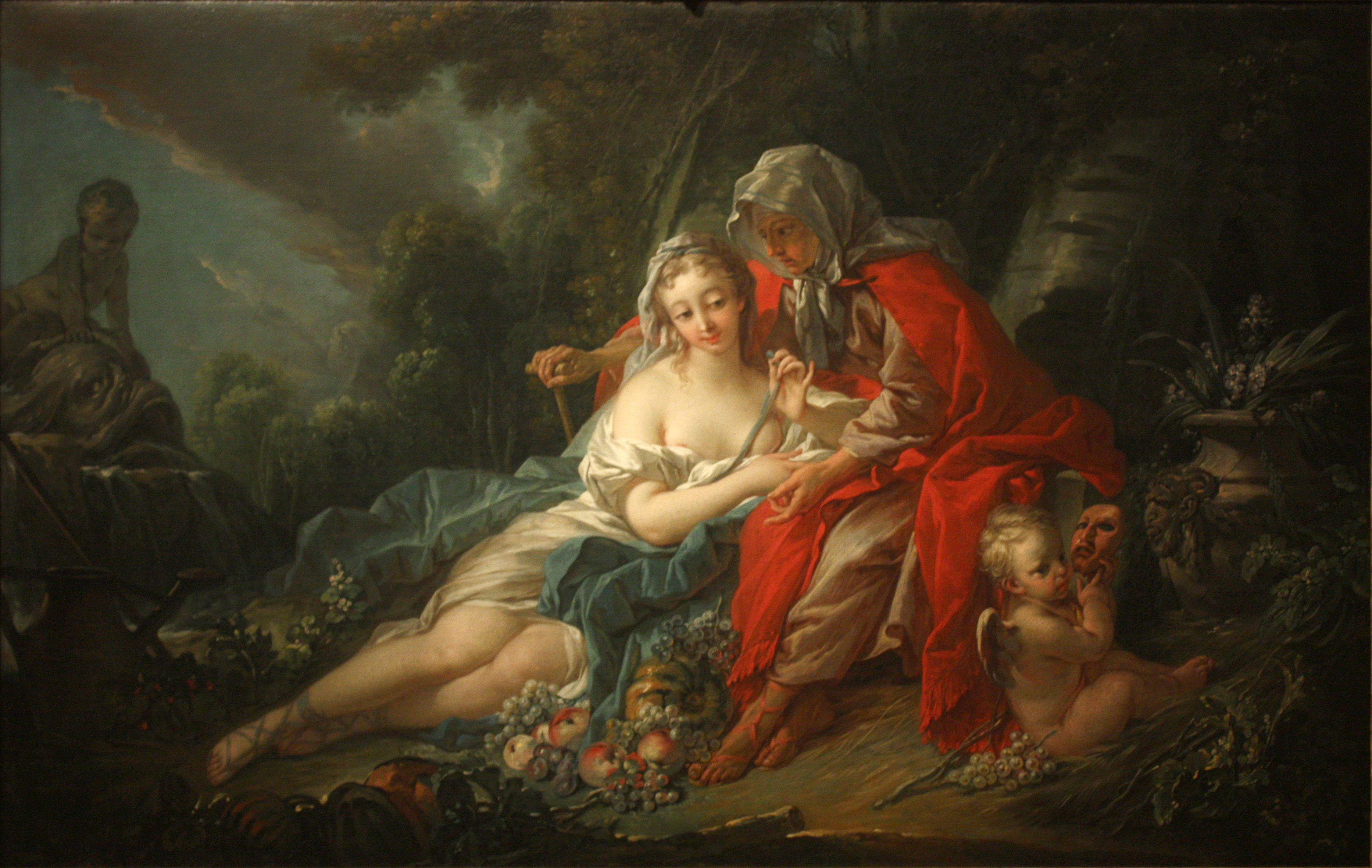
Vertumno y Pomona (1749).
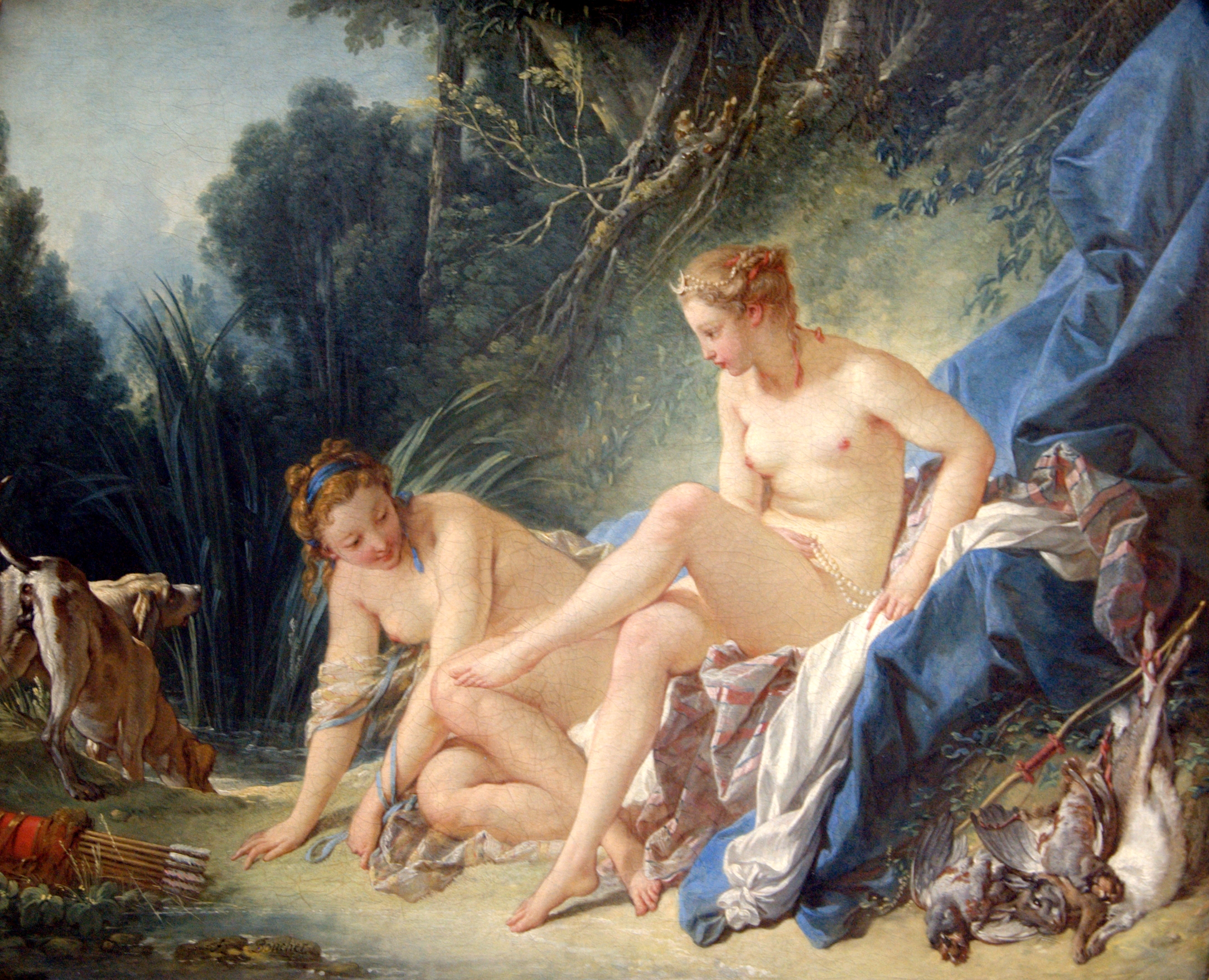
Diana después del baño (1742).